# 白馬寺 (洛陽)
白馬寺（はくばじ、簡体字中国語: 白马寺、拼音: Báimǎ Sì）は、後漢の明帝の、仏教の中国伝来に関する感夢求法説話に基づいて、洛陽郊外に建立された仏教寺院。

## 概要
白馬寺の建立は、漢の「永平求法」と密接に結びついています。史書の記載によると、後漢明帝の曽夜夢丈六金人、頂は白い光を佩いて、西方から飛んできます。目覚めて四方に問うと、大臣傅毅はこれが西方の仏であると考え、明帝は「感夢求法」を行い、蔡愔・秦景・王遵ら十数人を永平7年(西暦64年)に天竺(現在のインド)に仏法を求めさせた。彼らは西域の大月氏の地界で天竺から来た僧、摂摩騰と竺法蘭に出会い、『四十二章経』を含む仏経仏像を手に入れました。二人の僧は彼らの目的を聞くと、一緒に中原に仏法を発揚すると言い、共に同行して白馬に経書を積んで運び、永平10年(西暦67年)に都雒陽に到着しました。二人の高僧の住処と「四十二章経」の翻訳所を探すため、漢明帝は勅命で城西の雍門の外に天竺風の建物を建て、僧たちが仮住まいした「鴻臚寺」の「寺」の字で呼びました。白馬駄経来漢の功を記念するために、この組の建物を「白馬寺」と命名して、これは中国の本当の意味での最初の仏教のお寺です。 
『洛陽伽藍記』巻4によると、北魏時代には後漢の明帝が建立した寺として、洛陽城の城西、西陽門外3里の地点にあったと記される。北魏の頃には、寺に安置された経函が放光し、その経函に対する信仰があったことが記される。ただし、その経函中に収められた経典が『四十二章経』であるとは明記されていない。
文献で確認できる伝承上では中国最古の仏教寺院である。1961年に中華人民共和国の全国重点文物保護単位に指定された。

## 伽藍

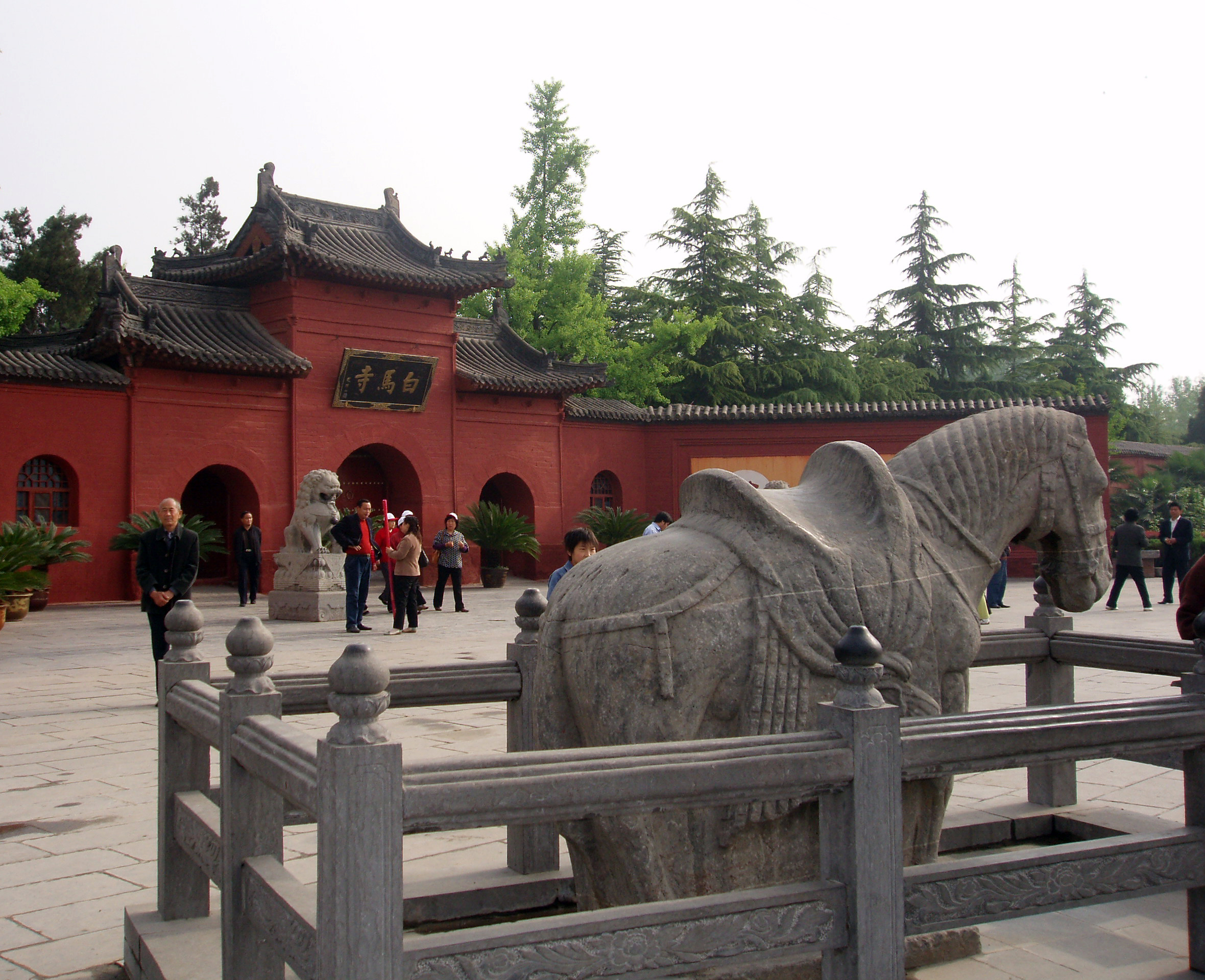
山門前の白馬
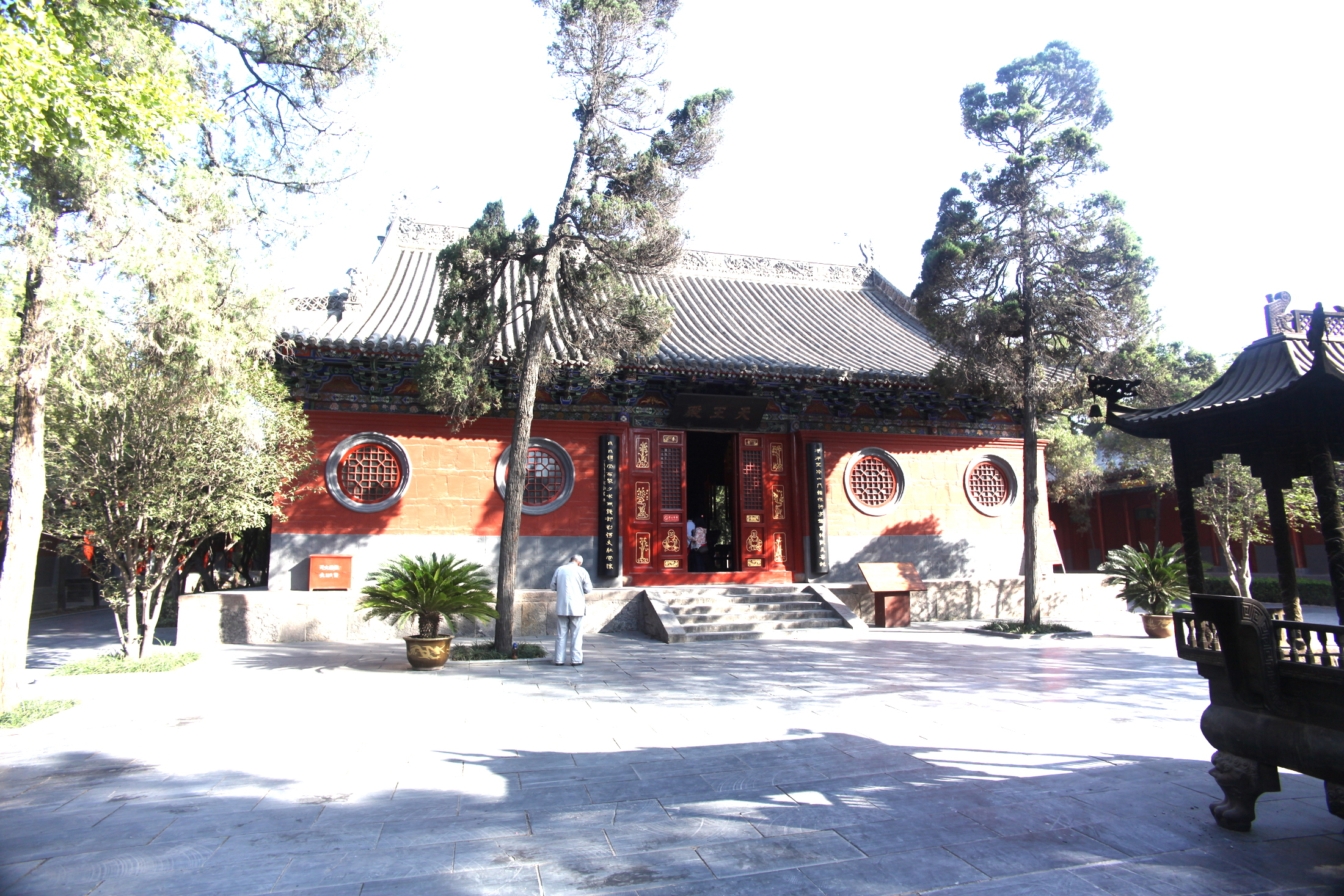
天王殿
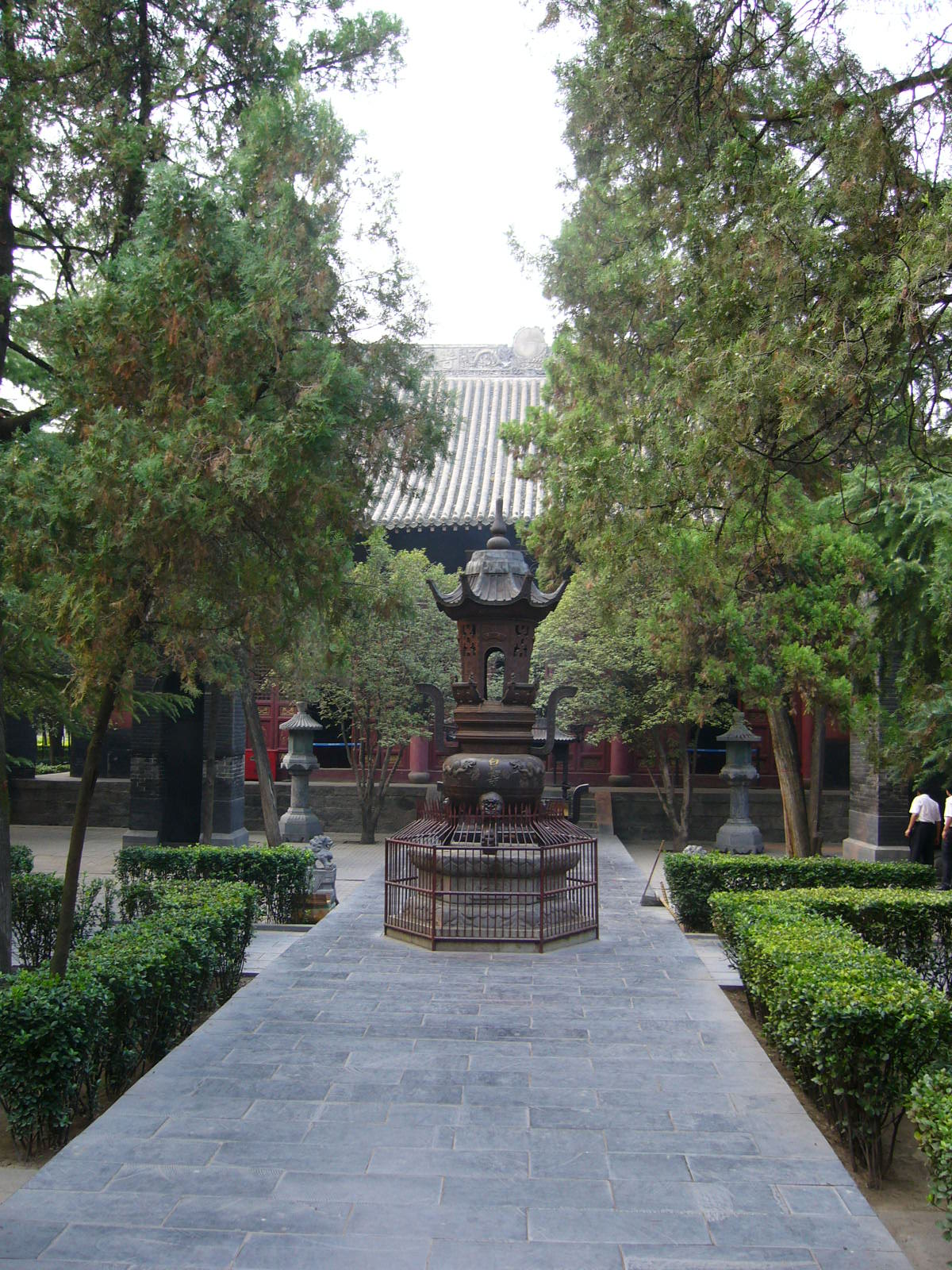
大佛殿
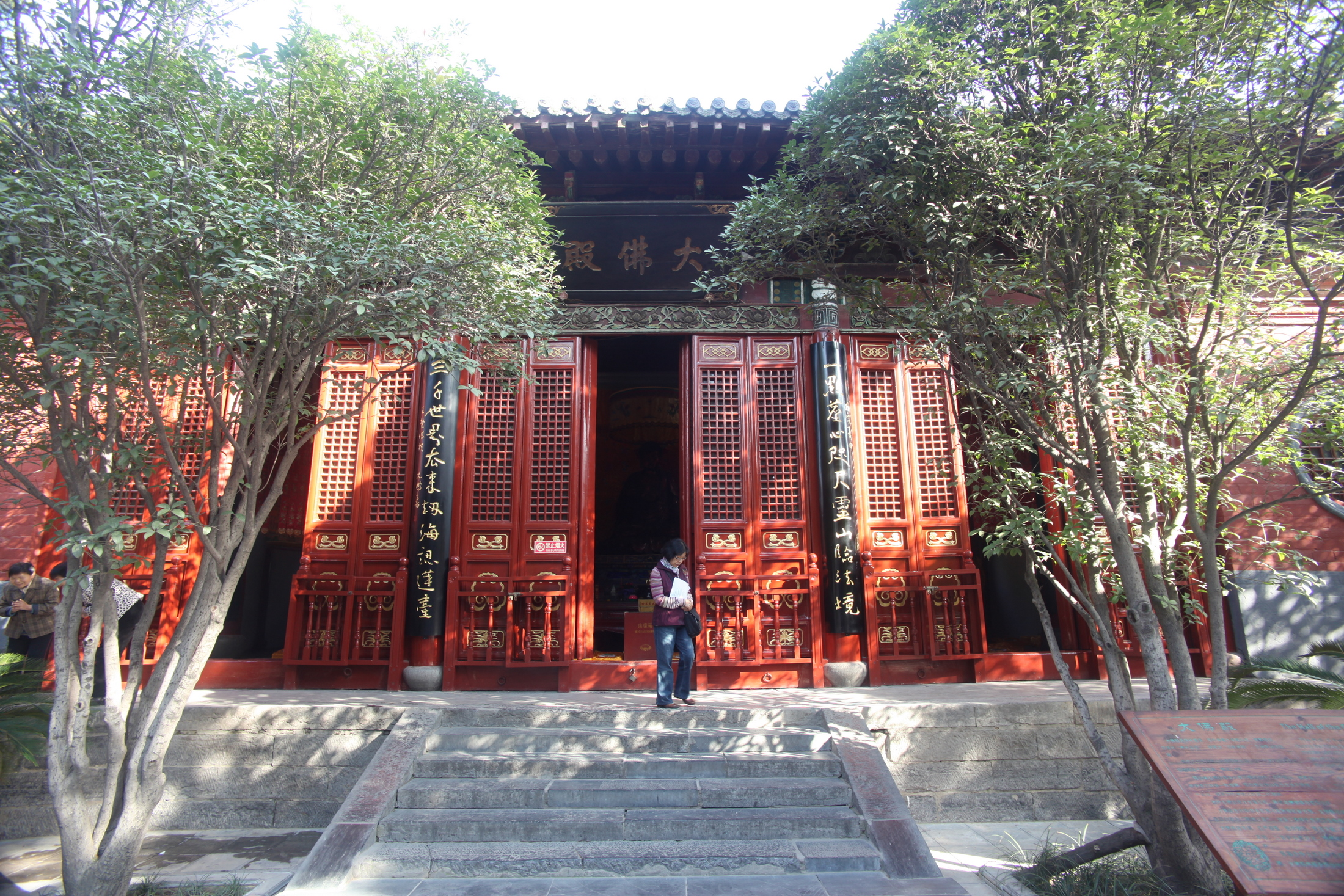
大雄殿
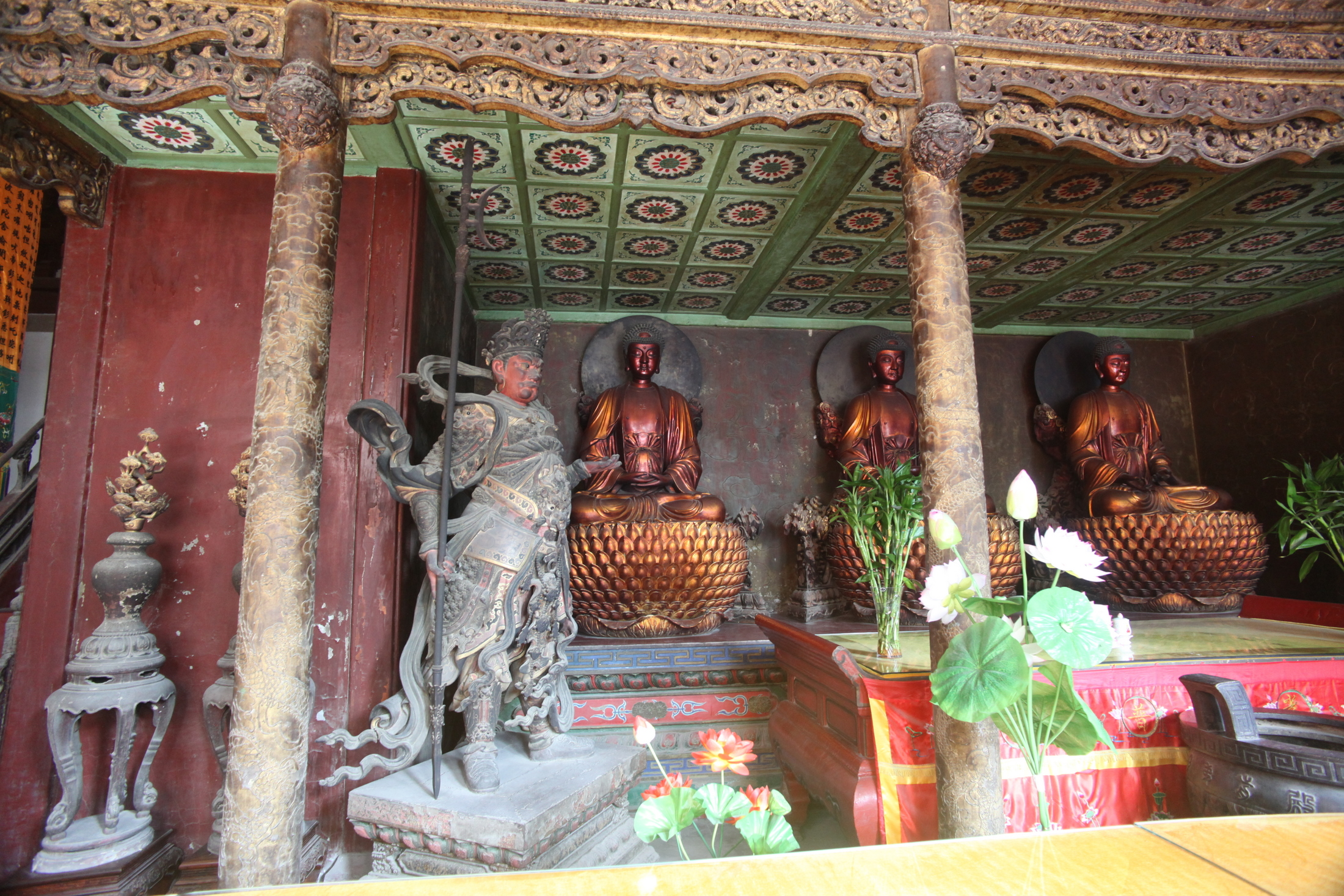
接引殿内部
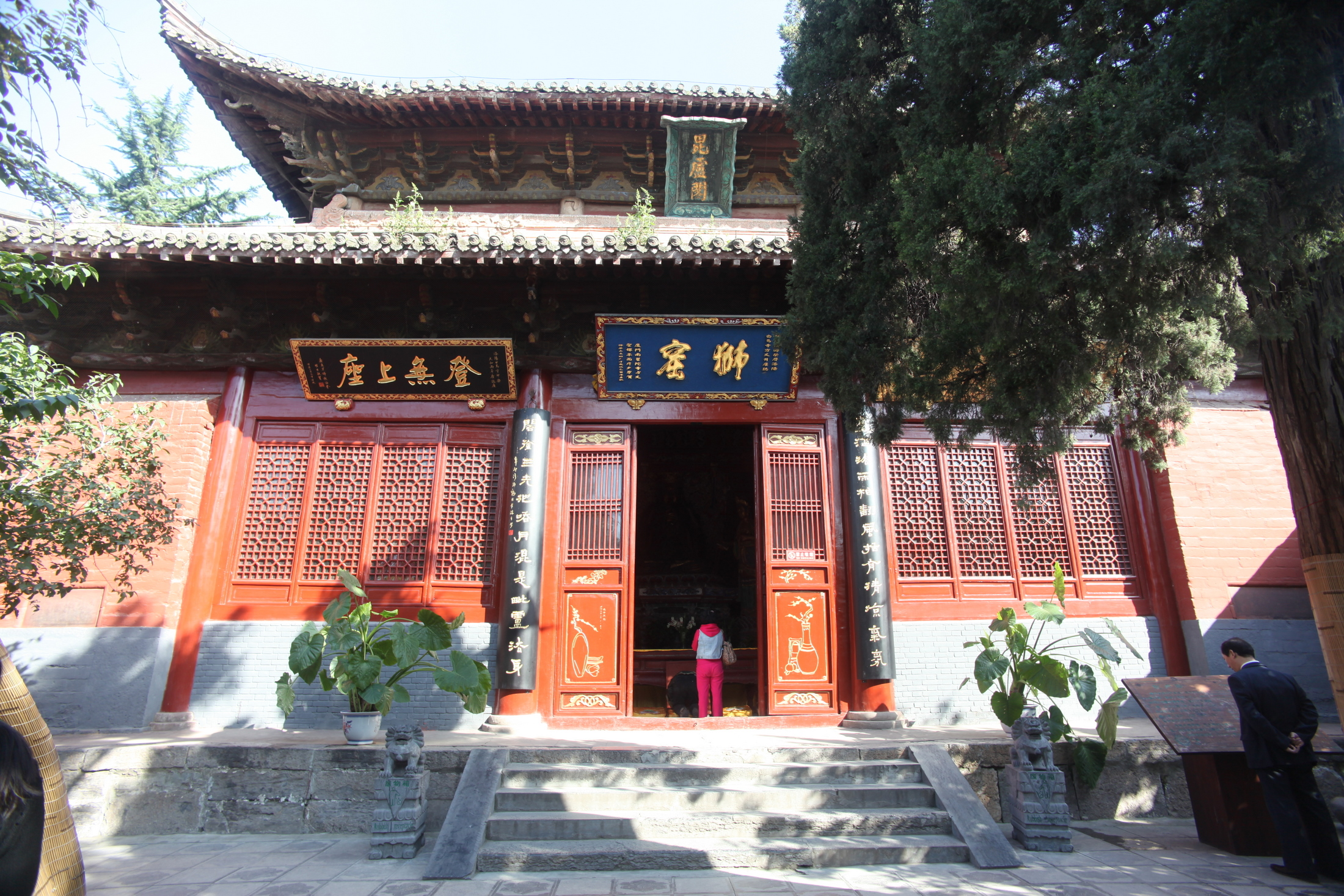
清涼台
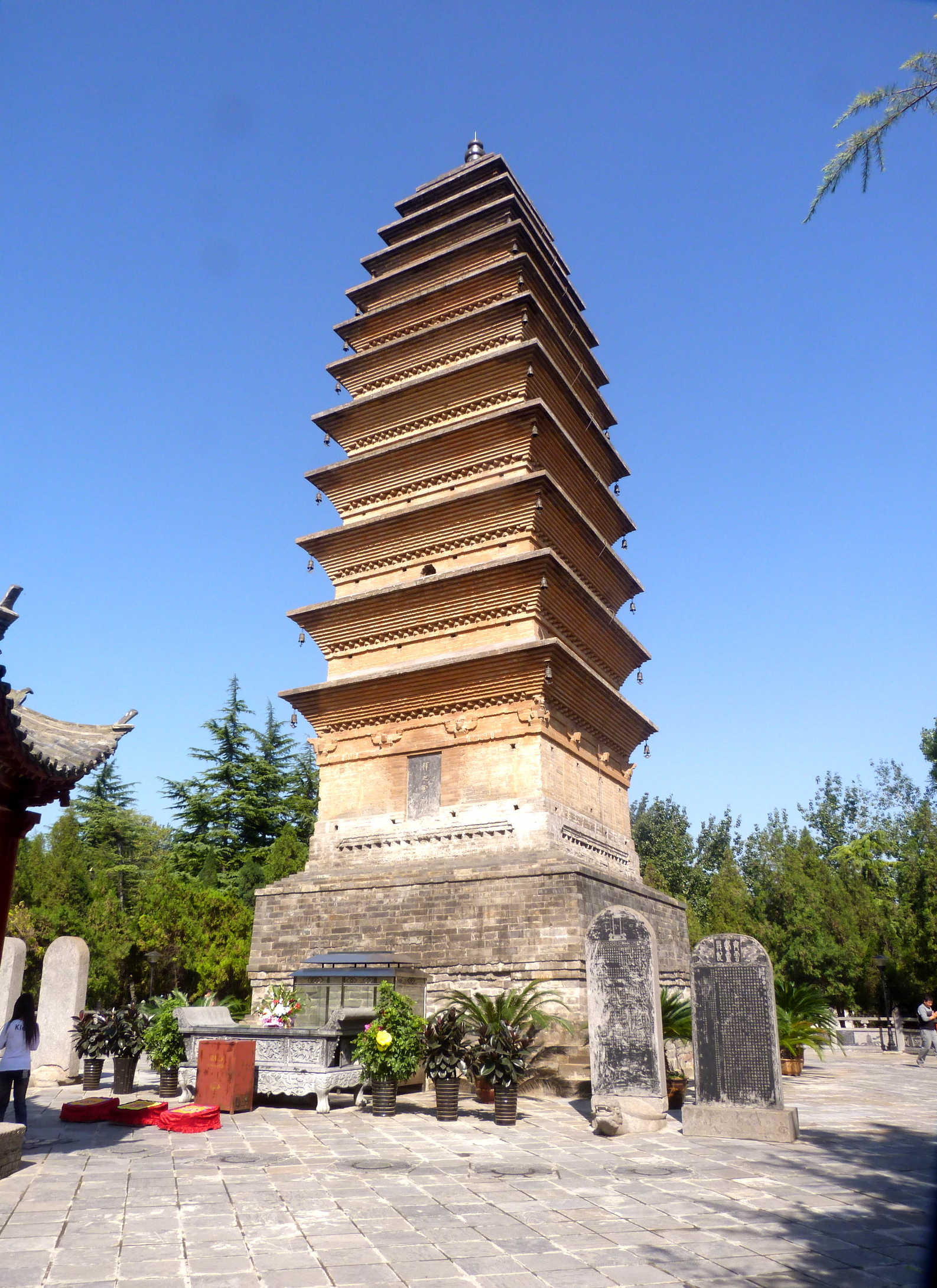
斉雲塔
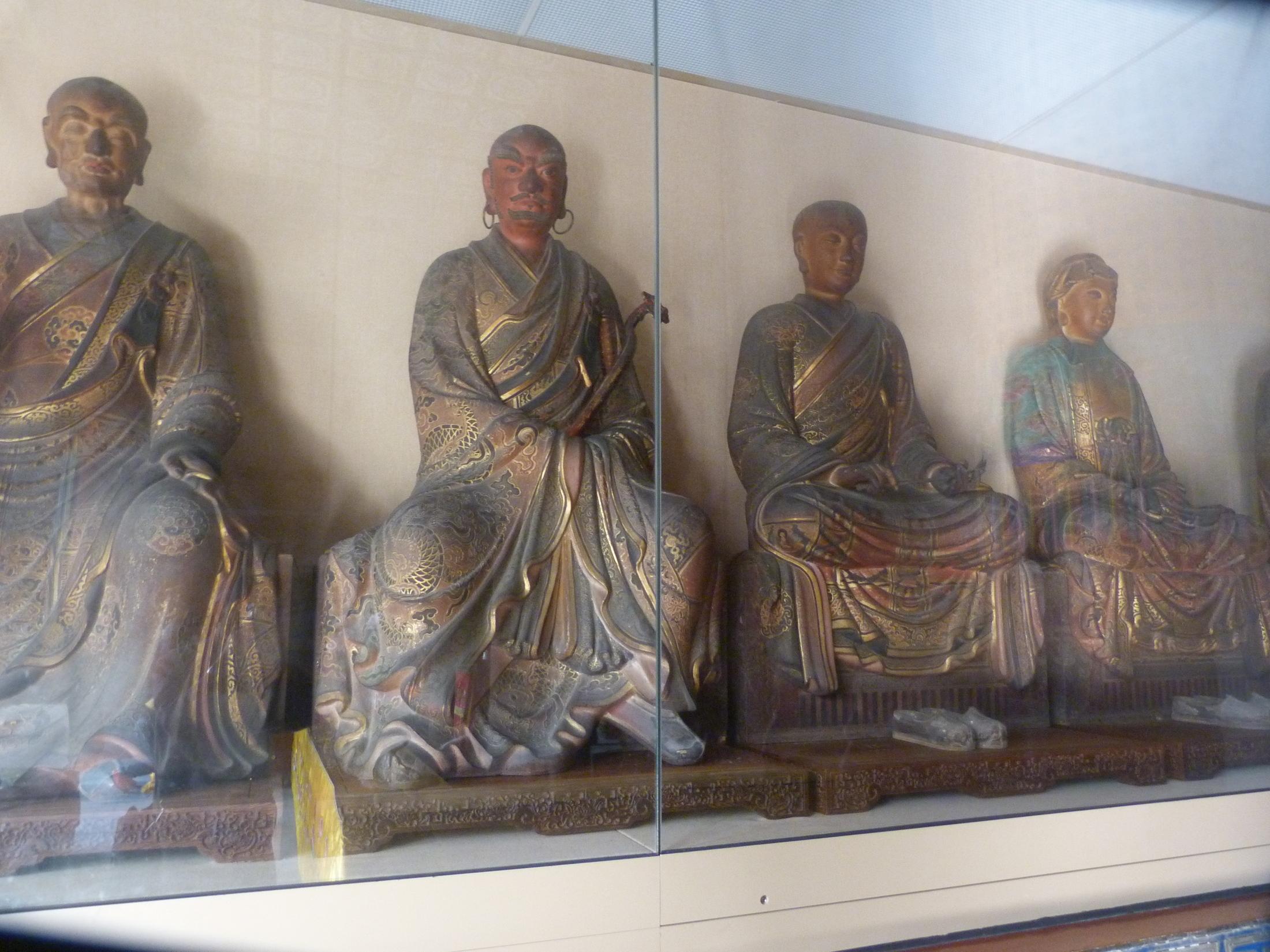
羅漢
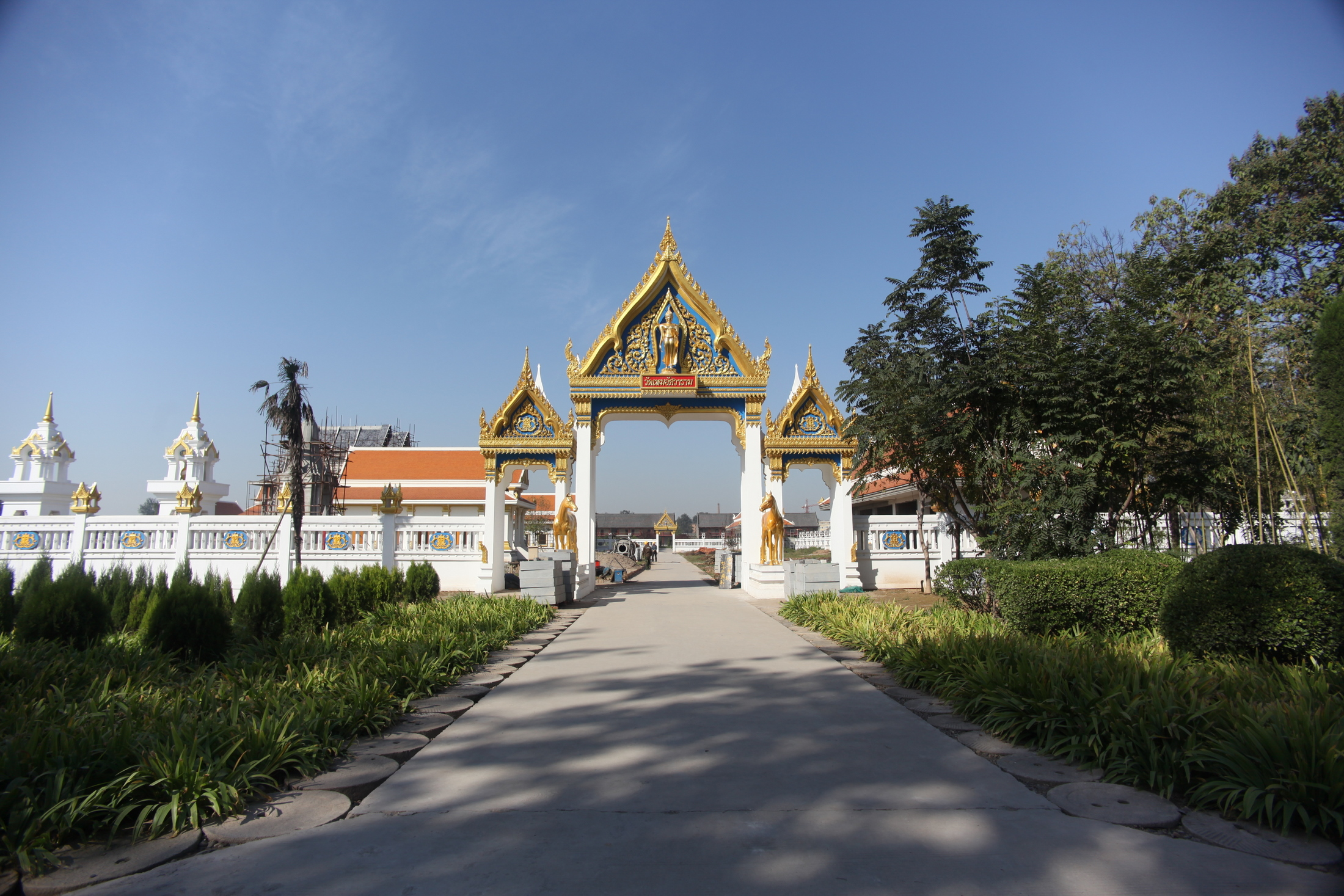
タイ廟
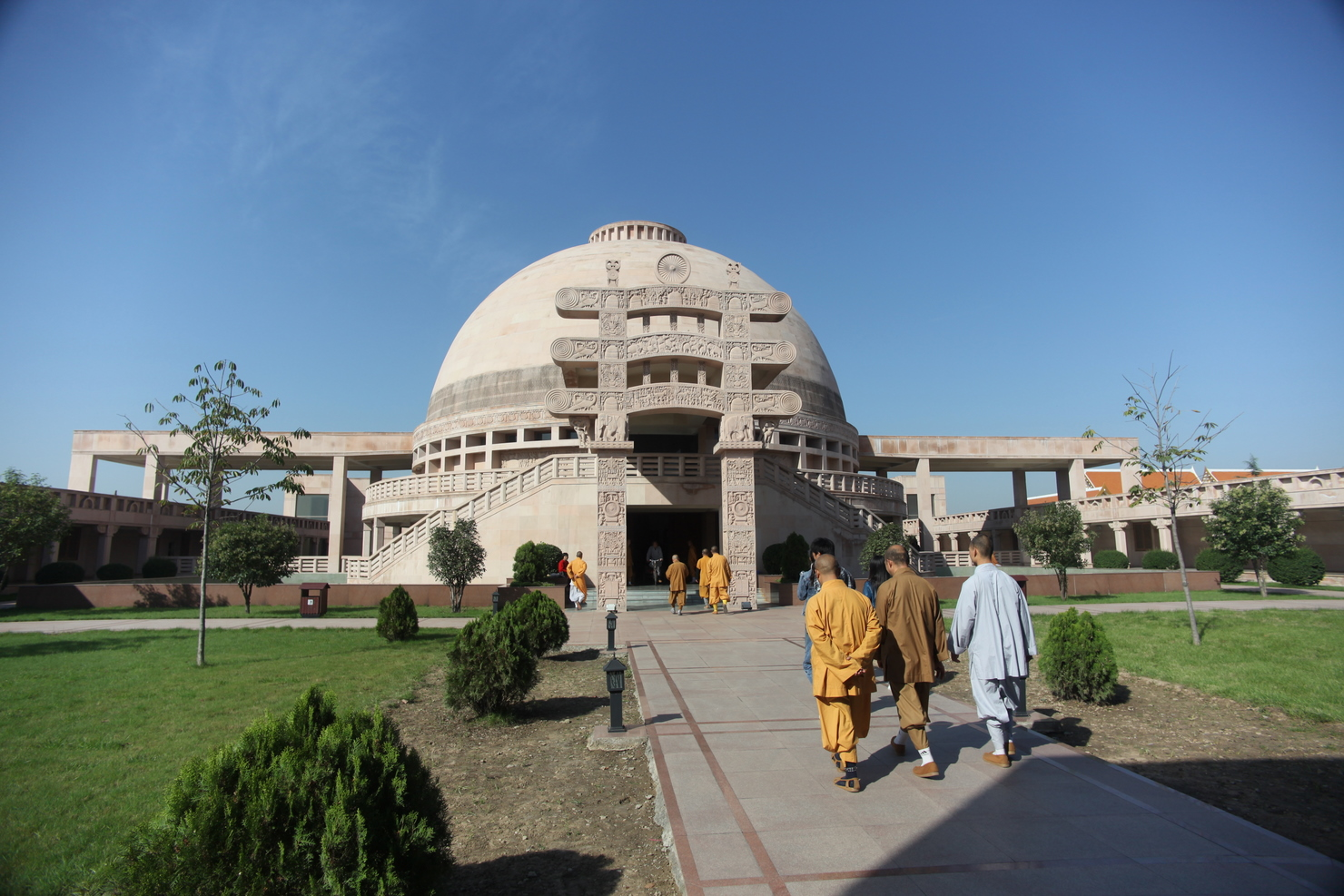
インド廟